# Fritz Schulz
Fritz Schulz (16 de junho de 1879 – 12 de novembro de 1957) foi um jurista e historiador jurídico alemão. Foi um dos acadêmicos mais importantes do século XX no campo do Direito Romano. Os nazistas obrigaram-no a abandonar a Alemanha e a emigrar para a Inglaterra, devido à sua posição política e ao fato de ser judeu de origem.

## Biografia
Schulz nasceu em Bunzlau, na região da Baixa Silésia do Império alemão (hoje Boleslawiec, Polónia). O pai de Schulz era Protestante e sua mãe veio de uma família judia. Ela se converteu ao Cristianismo quando Fritz era um menino pequeno. Schulz cresceu em sua cidade natal, na Baixa Silésia, e estudou direito em Berlim e Breslau (hoje Wroclaw), de 1899 a 1902, quando passou no Primeiro Exame de Estado em Direito. Ele recebeu o grau de Doctor iuris da Universidade de Breslau, em 1905. No mesmo ano, Schulz obteve a livre-docência na Universidade de Freiburg em Breisgau. Em 1910, Schulz foi nomeado para uma livre-docência na Universidade de Innsbruck (Áustria). A partir de Innsbruck, Schulz assumiu cargos em Kiel (1912), Göttingen (1916) e Bonn (1923). Durante seu tempo em Göttingen, Schulz apoiou ativamente o Deutsche Demokratische Partei, um partido centro-esquerdista liberal, que estava entre os ferrenhos adeptos do frágil sistema democrático na Alemanha.
Em 1931, Schulz aceitou um chamado para a Universidade de Berlim. No momento, uma posição em Berlim era considerada a mais prestigiada que um jurista poderia alcançar em sua carreira.
No entanto, a brilhante carreira acadêmica Schulz foi brutalmente interrompida quando havia atingido o seu ápice. Em 1934, Schulz foi transferido involuntariamente à Universidade de Frankfurt am Main e, em seguida, foi forçada a sua aposentadoria em 1935. Apesar disso, Schulz permaneceu na Alemanha. Ele emigrou apenas em 1939, primeiro para a Holanda e depois para Oxford (Inglaterra). Em Oxford, Schulz conseguiu sobreviver devido ao apoio financeiro de várias fontes, incluindo a Oxford University Press e a Fundação Rockefeller.
Schulz não voltou à Alemanha após a guerra. Em 1947, ele se tornou um Cidadão Britânico. Schulz palestrou, no entanto, um grande número de vezes em universidades da Alemanha após a guerra.
Em 1949, recebeu um doutorado honorário da Universidade de Frankfurt am Main. Ele foi homenageado com um Festschrift na ocasião de seu aniversário de 70 anos. Schulz tornou-se também Professor Honorário na Universidade de Bonn (1951) e membro da Accademia Nazionale dei Lincei, em Roma (1952). Ele morreu em Oxford em 1957.
Werner Flume, um dos mais influentes juristas alemães da segunda metade do século XX, foi um aluno de Fritz Schulz.

## Conquistas Acadêmicas
Schulz é melhor conhecido hoje por suas obras vívidas e muito bem legíveis sobre o direito Romano e a ciência jurídica Romana. Apesar de ter seguido a tendência predominante científica de sua época e ter incorporado um grande número de interpolações de textos Romanos, suas contribuições ainda são valiosas e citadas com frequência. Seu livro “System der Rechte auf den Eingriffserwerb”, publicado em 1909, ainda é visto como uma importante contribuição para a Lei alemã de Enriquecimento sem causa nos dias de hoje.

## Obras
- Sabinus-Fragmente in Ulpians Sabinus-Commentar (Halle: M. Niemeyer, 1906)
- System der Rechte auf den Eingriffserwerb in: Archiv für die civilistische Praxis, vol. 105 (1909)
- Einführung in das Studium der Digesten (Tübingen: Verlag von J. C. B. Mohr (Paul Siebeck), 1916)
- Die epitome Ulpiani des Codex vaticanus reginæ 1128, edited by F. Schulz (Bonn: A. Marcus und E. Weber, 1926)
- Prinzipien des Römischen Rechts, Vorlesungen gehalten an der Universität Berlin von Fritz Schulz (München - Leipzig: Verlag Duncker & Humblot, 1934)
- History of Roman Legal Science (Oxford: Clarendon Press, 1946)
- Classical Roman Law (Oxford: Clarendon Press, 1951, 1954 printing)
- Geschichte der römischen Rechtswissenschaft (Weimar: H. Böhlaus Nachfolger, 1961)
- Thomae Diplovatatii Liber de claris iuris consultis. Pars posterior, curantibus F. Schulz, H. Kantorowicz, G. Rabotti (Bononiae: Institutum Gratianum, c1968)